# Slaget vid Lindanäs

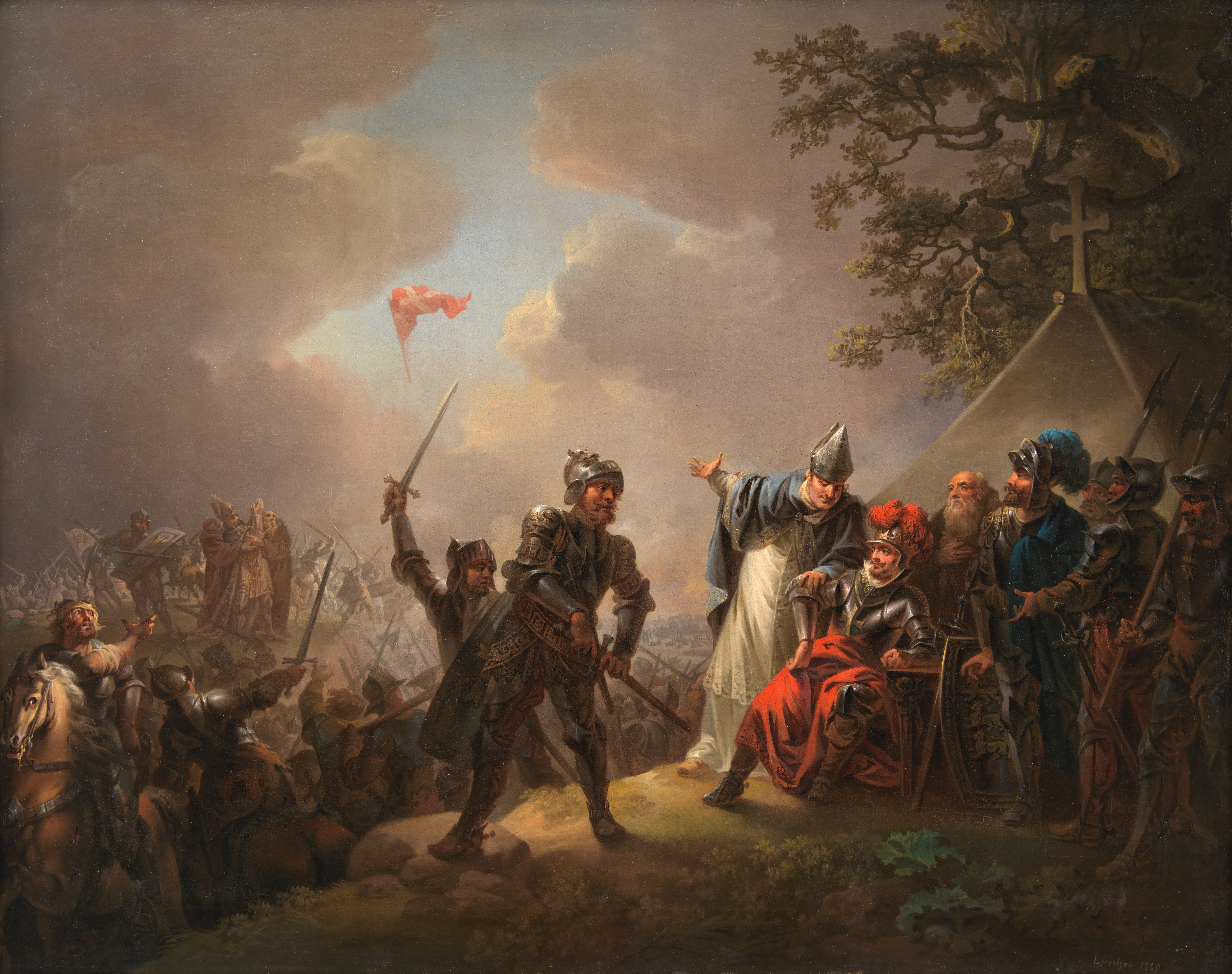
Slaget vid Lindanäs av Christian August Lorentzen (1809)

Slaget vid Lindanäs eller Volmerslaget stod i närheten av dagens Tallinn lördagen den 15 juni 1219. 
| ”                                  | Efter at have samlet en meget stor hær drog kong Valdemar mod Estland med et tusinde fem hundrede langskibe, og efter mange slag omvendte han hele dette land til kristendomen og underlagde det Danmark, som det endnu er. | „ |
| – Ryd Kloster, Årskrönika för 1219 | |   |

## Korstågen mot Estland
Det område där dagens Estland ligger hade sedan 1180-talet varit föremål för tyskt kristet missionerande, som från år 1200 mer och mer övergick till rena erövringskrig. Fälttågen kallades för korståg parallellt med de korståg som riktades mot Jerusalem och Heliga landet. Erövrarna organiserade sig 1202 i Svärdsriddarorden, ungefär på samma sätt som korsfararna till Palestina.
Även Danmark hade expansionistiska ambitioner, och år 1219 organiserade kung Valdemar Sejr en erövringsflotta. Flottan nådde Estlands nordligaste provins Revele i början av juni månad. Med i flottan fanns förutom kungen biskop Anders Sunesen och biskop Theoderik av Estland. Bland trupperna fanns också flera av kungens vasaller och vender under Vitslav I av Rügen.
Korsfararna landsteg vid Lindanäs (da. Lyndanisse) och började uppföra fästningen Castrum Danorum ("danskborgen", Taani-linn på estniska) på Domberget. Under bygget kom flera estniska förhandlare på besök för att försöka vinna tid för att skapa en motståndsstyrka.

## Slaget
På kvällen den 15 juni 1219 angrep esterna, strax efter att danskarna och deras allierade hade ätit dagens sista måltid. Angreppet kom från fem håll samtidigt och skapade snabbt panik bland korsfararna som flydde åt alla håll. Biskop Theoderik blev dödad av ester som trodde att han var kungen. Allting pekade på ett katastrofalt nederlag för korsfararna.
Den vendiska styrkan hade dock inte upptäckts av den estniska anfallsstyrkan. Vitislav genomförde ett snabbt motangrepp, som stoppade den estniska framryckningen. Detta gav de övriga korsfararna tid att omgruppera, varefter man gemensamt lyckades driva den estniska hären på vild flykt.

## Flaggan
Enligt legenden skall den danska flaggan, Dannebrogen, ha fallit ned från himlen under korståget, åtföljd av en röst som meddelade att de skulle segra när den restes. Det finns förstås inga historiska belägg för att en flagga (exempelvis Dannebrogen) fallit ned från himlen vid detta tillfälle. Däremot har det förekommit ett antal flaggor och fanor med kors under detta korståg, och det är inte omöjligt att en korsflagga i rött och vitt gick i spetsen för det avgörande motanfallet mot esterna (Johanniterriddarna förde till exempel ett sådant vapen). Det första belägget för den danska flaggan är dock från slutet av trettonhundratalet; berättelsen om hur den föll ner från himlen skrevs ner av franciskanermunken Petrus Olai under femtonhundratalet.

## Minnesträdgård
På 800-årsdagen av slaget invigde Margrethe II Danska drottningens rosenträdgård på Domberget i Tallinn.